# Échange de liens
Un échange de liens est un groupe de sites web semblable à un webring. Les webmestres enregistrent leur site web à travers une centrale qui met en place l'échange, et en retour reçoivent de l'échange un code HTML qu'ils insèrent dans leurs pages. Contrairement au webring, dans lequel le code HTML ne comprend que de simples hyperliens de navigation en cercle, le code HTML d'un échange de liens entraîne l'affichage d'une bannière publicitaire sur les sites des autres membres de l'échange, et les webmestres doivent créer une telle bannière sur leurs propres sites,,.
Les bannières sont téléchargées de l'échange. Un monitoring de l'échange détermine, à partir d'un référent fourni par les navigateurs web, le nombre de fois où un site membre a affiché la bannière publicitaire d'autres membres, et crédite ce membre d'un nombre d'affichage de sa bannière sur les sites web des autres membres. L'échange de liens fonctionne généralement sur la base d'un ratio 2:1, c'est-à-dire que lorsqu'un membre affiche deux fois la bannière d'un autre membre, ce dernier affiche la bannière du premier. Ce ratio impressions/crédit est appelé le taux d'échange,,.
L'un des premiers échanges de liens était LinkExchange (en), une société maintenant propriété de Microsoft.
Les échanges de liens ont des avantages et des désavantages du point de vue des personnes qui utilisent le web à des fins de marketing. Du côté des avantages, ils apportent une lisibilité très ciblée (dans les échanges de liens pour lesquels tous les membres ont des sites similaires), ils augmentent la popularité des liens d'un site avec les moteurs de recherche, et ils constituent des méthodes relativement stables pour l'établissement d'hyperliens. Du côté des désavantages, il détournent les visiteurs vers d'autres sites avant qu'ils aient pu explorer complètement celui sur lequel se trouvait le lien original.
S'engager dans un échange de liens payants est hautement découragé par Google et n'est pas non plus recommandé pour des webmestres à la recherche d'un meilleur classement dans les moteurs de recherche. Google considère comme abusif les échanges de liens et peut supprimer le site lié des résultats de son moteur ou même le bloquer.
Feig relève plusieurs aspects des sociétés d'échanges de liens que les membres potentiels doivent prendre en compte :
- les bannières composées d'images animées augmentent le temps de chargement des pages. Certaines sociétés imposent des restrictions sur la longueur des animations;
- la taille (en octets) d'une bannière est importante et affecte à la fois le temps de chargement et le temps d'affichage du site qui affiche la bannière ;
- le contrôle sur les thèmes de la publicité est importante. Certaines sociétés offrent des garanties que les publicités seront restreintes à certains thèmes, n'incluront pas de pornographie, etc. ;
- les sociétés qui mettent à disposition des mécanismes pour la réalisation de bannières utilisent souvent des systèmes automatisés, dans lesquels la bannière produite n'est pas revue par un être humain.

## Échange de liens pour le référencement naturel
Typiquement, deux sites A et B qui veulent améliorer leur référencement dans les moteurs de recherche peuvent procéder à un échange de lien réciproque. Le site A fera un lien vers le site B et inversement. Cette pratique reposait sur le fait que l'algorithme de référencement de Google valorisait les sites qui possédaient de nombreux liens entrants, car cela était censé être un bon indicateur de la popularité et intérêt d'une page. 